# Unione Sportiva Tempio 2006-2007
Questa pagina raccoglie le informazioni riguardanti il Unione Sportiva Tempio nelle competizioni ufficiali della stagione 2006-2007.

## Risultati

### Serie D

#### Poule scudetto
| 13 maggio 2007 Turno eliminatorio - 1 giornata                | Tempio    | 1 – 0 | Canavese |  |
| \| \| \| \| \| Cabeccia 41’ Piantalusi 88’ \| Marcatori \| \| |           |       |          |  |
|                                                               |           |       |          |  |
| Cabeccia 41’ Piantalusi 88’                                   | Marcatori |       |          |  |

| 20 maggio 2007 Turno eliminatorio - 3 giornata                              | Rodengo Saiano | 2 – 2                    | Tempio |  |
| \| \| \| \| \| Gambino 37’, 51’ \| Marcatori \| 2’ Covoni 85’ Del Grande \| |                |                          |        |  |
|                                                                             |                |                          |        |  |
| Gambino 37’, 51’                                                            | Marcatori      | 2’ Covoni 85’ Del Grande |        |  |

| 27 maggio 2007 Semifinali - Andata                                                          | Scafatese | 3 – 2                   | Tempio |  |
| \| \| \| \| \| Coquin 45+4’ Cosa 70’ Marasco 87’ \| Marcatori \| 21’ Del Grande 55’ Rais \| |           |                         |        |  |
|                                                                                             |           |                         |        |  |
| Coquin 45+4’ Cosa 70’ Marasco 87’                                                           | Marcatori | 21’ Del Grande 55’ Rais |        |  |

| 3 giugno 2007 Semifinali - Ritorno                 | Tempio    | 2 – 0 | Scafatese |  |
| \| \| \| \| \| Cau 43’ Rais 68’ \| Marcatori \| \| |           |       |           |  |
|                                                    |           |       |           |  |
| Cau 43’ Rais 68’                                   | Marcatori |       |           |  |

| Arbitro: | Luca Barbeno (Brescia) |

|                                         |           |               |
| 12’, 69’, 74’ Cau 90+2’ (rig.) Farrugia | Marcatori | De Cesare 29’ |